# Paweł Karadziordziewić
Paweł Karadziordziewić (serb. Павле Карађорђевић, serb. i chorw. Pavle Karađorđević) (ur. 27 kwietnia 1893 w Petersburgu, zm. 14 września 1976 w Paryżu) – książę z dynastii Karadziordziewiciów, regent w latach 1934–1941, po zabójstwie Aleksandra I króla Jugosławii.

## Życiorys
Był synem księcia Arsena Karadziordziewića – brata króla Piotra I oraz stryjecznym bratem Jerzego Karadziordziewicia i Aleksandra I Karadziordziewicia.
Książę Paweł, inteligentny i błyskotliwy, z doskonałym wynikiem ukończył studia w Oksfordzie. Jego elegancja, umiłowanie sztuki, rozległa wiedza i interesujący wygląd podbiły serce księżniczki Olgi, córki greckiego księcia Mikołaja i wielkiej księżnej rosyjskiej Heleny. Ślub pary odbył się 22 października 1923 roku. Doczekali się trójki dzieci: Aleksandra Karadziordziewicia (1924-2016), Mikołaja Karadziordziewicia (1928-1954) i Elżbiety Karadziordziewić.
Kiedy książę Paweł w 1934 roku został regentem, miał już dwóch synów. W obliczu ciągle rosnącego zagrożenia ze strony III Rzeszy próbował prowadzić politykę neutralności, związać się z Francją, by uniemożliwić ekspansję Niemiec na Bałkanach. Popierał politykę porozumienia z III Rzeszą i ugodę rządu z Chorwatami. 25 marca 1941 w Berlinie podpisał w imieniu Królestwa Jugosławii przystąpienie państwa do Paktu Trzech. Po zamachu stanu, zorganizowanym z poparciem Wielkiej Brytanii 27 marca 1941 roku przez generała Dušana Simovicia udał się na emigrację. Władzę objął – na krótko – król Piotr II. 6 kwietnia 1941 III Rzesza dokonała agresji na Jugosławię, która była częścią ataku na Bałkany.
Od wyjazdu z Jugosławii, razem z żoną i trojgiem dzieci przebywał na wygnaniu. Najpierw w Kenii, gdzie żyli w izolacji narzuconej im przez Anglików, później postanowili przenieść się do Paryża. Udało mu się ocalić część kolekcji dzieł sztuki. Zachowane obrazy i rzeźby stały się ozdobą nowej paryskiej rezydencji, w której urządzenie włożył wiele wysiłku. W roku 1954 w wypadku samochodowym w Wielkiej Brytanii zginął drugi syn Pawła. Najstarszy syn ożenił się z księżniczką Marią-Pią Sabaudzką, najstarszą córką króla Włoch Humberta II. Paweł Karadziordziewić umarł w Paryżu po ponad pięćdziesięciu latach małżeństwa.

## Ordery i odznaczenia
- Order Orła Białego (1936)[1]
- Krzyż Wielki ze Świętą Koroną na Łańcuchu Orderu Zasługi (1940)[2].